# Kateryna Polischtschuk

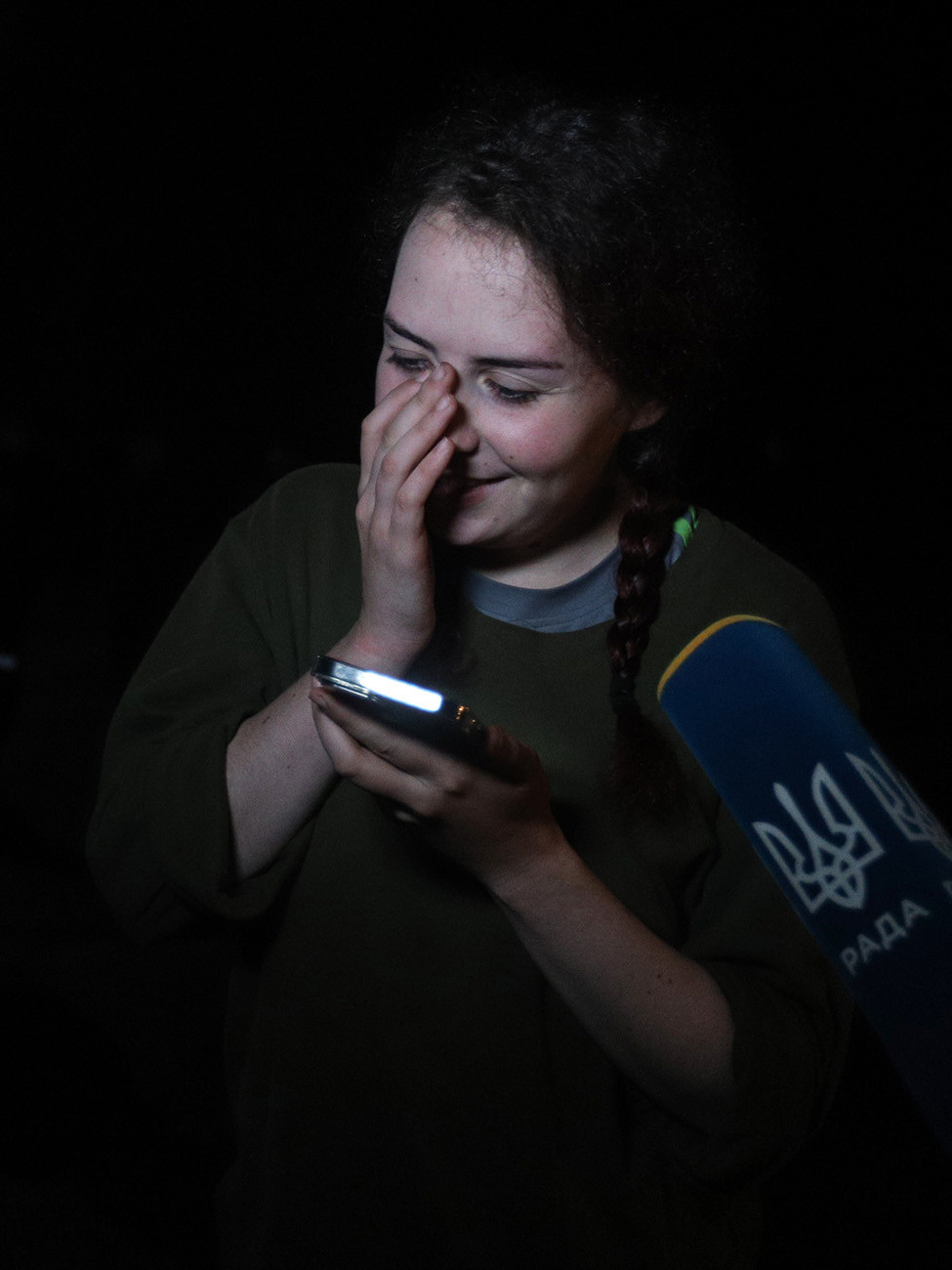
Kateryna Polischtschuk nach ihrer Rückkehr aus russischer Gefangenschaft (21. September 2022)

Kateryna Oleksandriwna Polischtschuk (ukrainisch Катерина Олександрівна Поліщук, * 31. März 2001 in Sosniwka, Ukraine) ist eine ukrainische Sanitäterin, Sängerin, und Dramatikerin.

## Biografie
2020 schloss sie ein Gesangsstudium an der Salome Kruschelnytska Kunsthochschule in Ternopil ab. 2021 absolvierte sie Erste-Hilfe-Kurse in Kiew. Danach arbeitete sie im Krieg im Donbas als Mitglied der Nationalgarde in einem Militärkrankenhaus in der Oblast Luhansk und ab November als Teil des Sanitätsbataillons Hospitaliter in der Oblast Donezk, wo sie als Sanitäterin medizinische Hilfe für das Militär und die Zivilbevölkerung leistete.
Nach dem Beginn des russischen Überfalls arbeitete sie während der Belagerung von Mariupol als Teil des Sanitätsbataillons Hospitaliter in einem dortigen Krankenhaus. Nachdem es von den russischen Invasoren bombardiert worden war, musste sie sich zusammen mit anderem medizinischem Personal im Asowstahl-Werk vor dem Feind verstecken. Videos von Polischtschuk, in denen sie in den Kellern des Werks patriotische Lieder der OUN und UPA, wie den Marsch der ukrainischen Nationalisten, sang, wurden im Internet populär und machten sie zu einem der Symbole von Asowstahl. Über Polischtschuks Beteiligung an der Verteidigung von Asowstahl wurde in internationalen Medien wie CNN, Euronews, Watson und BBC berichtet.
Am 19. Mai 2022 ergaben sich Polischtschuk und andere ukrainische Verteidiger und Sanitäter auf Anordnung des Präsidenten der Ukraine der russischen Gefangenschaft. Im August war sie in einem  Kriegsgefangenenlager in Oleniwka. Am 21. September 2022 kehrte sie im Rahmen eines Gefangenenaustauschs zurück. Danach reiste sie durch Europa, um Unterstützung für diejenigen an der Front zu sammeln. In Brüssel besuchte sie eine Sonderausstellung von Fotografien, die von Dmytro Kosazkyj aufgenommen wurden, einem Militärfotografen, der sich ebenfalls in Asowstahl versteckt hatte. Am 24. Februar 2023 nahm Polischtschuk im Schloss Bellevue an einer von Frank-Walter Steinmeier und Oleksij Makejew veranstalteten Podiumsdiskussion teil und stellte zusammen mit ukrainischen Studenten der Barenboim-Said-Akademie das musikalische Programm bereit. Am 26. Februar stand sie auf einem russischen Panzer vor der russischen Botschaft in Berlin und sang das Lied Oj, u lusi tscherwona kalyna.
Im August 2022 wurde Polischtschuk von Forbes in einer Rangliste von 30 jungen Ukrainerinnen und Ukrainern, die die Zukunft des Landes bestimmen werden, gelistet.
Polischtschuk ist auch als Dramatikerin bekannt. Sie ist Autorin des Stücks „Розлучені теж сміються“ (deutsch Auch Geschiedene lachen), das im Ternopiler Volkstheater aufgeführt wurde.

## Auszeichnungen
- Ehrenbürgerin von Ternopil[13]
- Orden für Tapferkeit 3. Klasse[1]